# Aviva Centre
Das Aviva Centre (Rexall Centre 2004–2015) ist ein Tennisstadion in Toronto, Kanada. Der Platz liegt auf dem Gelände der York University und hat eine Kapazität von 12.500 Plätzen.

## Nutzung
Die Anlage ist die Austragungsstätte des Kanada Masters, ein Tennisturnier der Masters-1000-Kategorie der ATP Tour bei den Herren, sowie des WTA Kanada ein Tennisturnier der WTA-1000-Kategorie der WTA Tour bei den Frauen.